# Internationaler Lyceum Club Berlin
Der Internationale Lyceum-Club Berlin ist eine kulturelle Vereinigung von und für Frauen. Er wurde 1956 gegründet und versteht sich in der Tradition des historischen Lyceum-Clubs Berlin (1905–1939).

## Geschichte
Am 1. Januar 1956 wurde der Lyceum-Club Berlin durch Ingeborg Brücker und Johanna von Siemens neu gegründet. Es gab keine bekannte organisatorische Verbindung zum historischen Lyceum-Club  von vor 1939. Seit 1963 werden auch monatliche Club-Treffen abgehalten.
Der Lyceum-Club Berlin gehört zur Association Internationale of Lyceum Clubs, dem fünf weitere Clubs in Hamburg, Frankfurt a. M. usw. angehören.
Er veranstaltet regelmäßige Veranstaltungen wie Vorträge, Fìhrungen, und weiteres.
2005 konnte unter der Schirmherrschaft von Eva Luise Köhler  ein Fest zur hundertjährigen Gründung des historischen Lyceum-Clubs abgehalten werden. 2015 wurde eine Ausstellung über Künstlerinnen des Lyceum-Clubs 1905–1933 im Verborgenen Museum gezeigt.

## Publikationen
- 100 Jahre Internationaler Lyceum-Club Berlin e. V. Festschrift zu den Jubiläumsveranstaltungen am 26. und 28. Mai 2005. Berlin 2005.
- Dorothea Schuppert, Internationaler Lyceum-Club (Hg.): Quo vadis, mater? Künstlerinnen des Berliner Lyceum-Clubs 1905–1933. Anlässlich der Ausstellung vom 23. April bis 26. Juli 2015, Das Verborgene Museum, Berlin. Berlin 2015, ISBN 978-3-00-049015-6.